# Lawrence Campe Almshouses

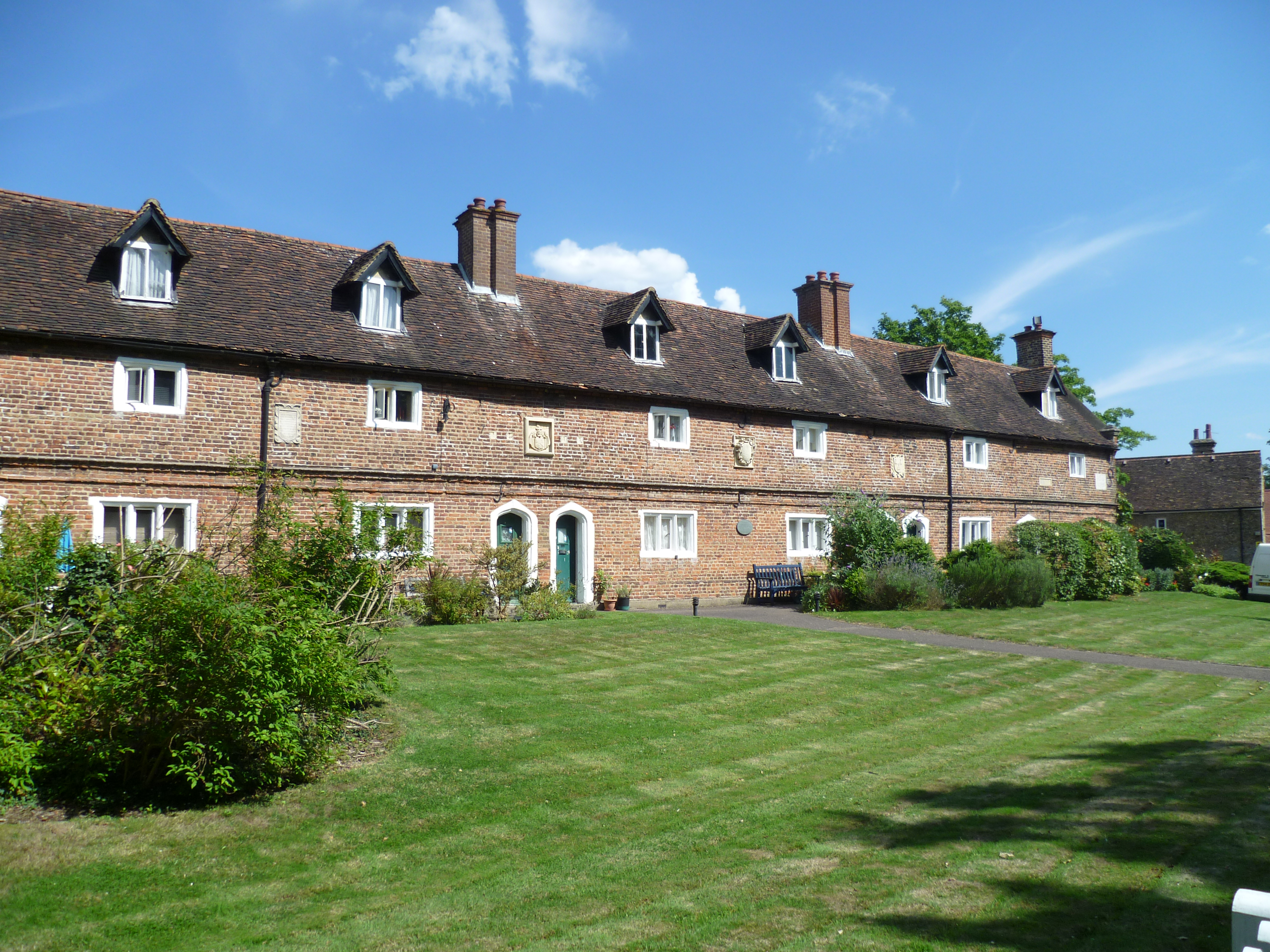
Casas de Lawrence Campe

Os Lawrence Campe Almshouses em Friern Barnet Lane, Whetstone, Londres, são edifícios listados de grau II sobre a Inglaterra histórica .
Os almshouses foram construídos por volta de 1612 para acomodar 12 pessoas pobres. Eles foram financiados por Lawrence Campe (falecido em 1613), um comerciante de tecidos na cidade de Londres, e os residentes receberam uma mesada de um xelim por mês.
As casas são administradas pela Almshouse Trust of Lawrence Campe. Eles são alguns dos mais antigos almshouses de caridade de Londres.